# Gare de Comines (Belgique)
Pour les articles homonymes, voir Gare de Comines.
La gare de Comines (en néerlandais : station Komen) est une gare ferroviaire belge de la ligne 69 de Y Courtrai-Ouest à Poperinge située à Comines, section de la ville de Comines-Warneton, située en Région wallonne dans la province de Hainaut. Elle est également proche de Comines située en France.
Elle est mise en service en 1853 par la Société des chemins de fer de la Flandre-Occidentale (FO). 
C'est une halte voyageurs de la Société nationale des chemins de fer belges (SNCB) desservie par des trains InterCity (IC) et Heure de pointe (P).

## Situation ferroviaire
Établie à 19 m d'altitude, la gare de Comines est située au point kilométrique (PK) 19,300 de la ligne 69 de Courtrai à Poperinge, entre les gares ouvertes de Wervik et d'Ypres.

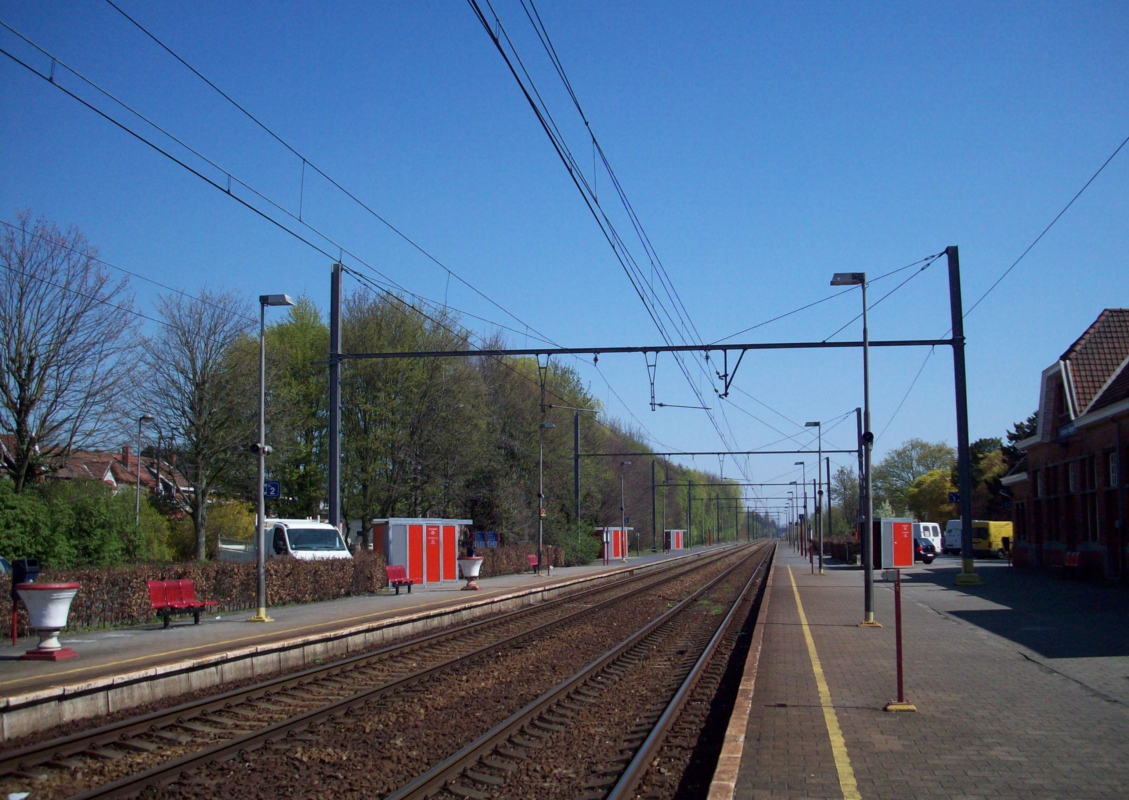
L'intérieur de la gare.

## Histoire
La gare de Comines est mise en service 20 juin 1853, par la Société des chemins de fer de la Flandre-Occidentale (FO), lorsqu'elle ouvre à l'exploitation la section de Wervicq à Comines de sa ligne de Courtrai à Poperinge. La section suivante de Comines à Ypres est ouverte le 23 janvier 1854 et l'intégralité de la ligne le 20 mars 1854. 
Elle est reliée en 1876 à la gare de Comines en France par un prolongement qui franchit la Lys sur un pont surélevé. Mais cela fait bien longtemps désormais qu'elle ne relie plus les deux pays.
Le bâtiment d'origine, typique des gares néoclassiques de la compagnie FO fut agrandi avant d'être détruit pendant la Première Guerre mondiale. À l'origine, il était identique à celui de la gare de Poperinge.
Un nouveau bâtiment, type "reconstruction", est réalisé après la guerre. Ce bâtiment monumental en sept parties quasi-symétriques (près de 16 travées) est la plus grande des gares "reconstruction" réalisée en Belgique. Elle ne comporte qu'un seul niveau, mais des combles importantes. La partie centrale présente, côté rue, une verrière très haute et une série d'avancées. Ce grand bâtiment est en partie utilisé comme école de musique et bâtiment de service par la SNCB.
L'annonce de la fermeture du guichet en 2012 provoque de nombreuses réactions ; il ferme effectivement en 2013.

## Service des voyageurs

### Accueil
Gare SNCB dispose d'un bâtiment voyageurs.  Depuis le 28 juin 2013, la gare est devenue un point d'arrêt et le guichet est définitivement fermé.  L'achat d'un titre de transport peut s'effectuer via l'automate de vente.  La gare propose des aménagements pour les personnes à la mobilité réduite (parking, quais bas et boucle d'induction).
Un souterrain permet la traversée des voies et le passage d'un quai à l'autre.

### Desserte
Comines est desservie par des trains InterCity (IC) et Heure de pointe (P) de la SNCB, qui effectuent des missions sur la ligne commerciale 69 (Courtrai - Poperinge).
En semaine, comme les week-ends, la gare possède une desserte régulière cadencée à l’heure :
- des trains IC-04 effectuant le trajet Poperinge - Courtrai - Gand - Saint-Nicolas - Anvers-Central.

Quelques trains supplémentaires d'heure de pointe se rajoutent en semaine :
- deux trains P de Poperinge à Schaerbeek (le matin) ;
- un train P dans chaque sens entre Poperinge et Courtrai (le matin, de même l’après-midi) ;
- deux trains P de Schaerbeek à Poperinge (l’après-midi).

Le dimanche soir, en période scolaire, un unique train P relie Poperinge à Sint-Joris-Weert (près de Louvain) via Gand-Saint-Pierre et Malines.

### Intermodalité
Le stationnement des véhicules est possible à proximité. Un arrêt de bus fait face à la gare.

## Comptage voyageurs
Ce graphique et tableau montre le nombre de voyageurs embarquant en moyenne durant la semaine, le samedi et le dimanche.
| Nombre de passagers qui embarquent à la gare de Comines | Nombre de passagers qui embarquent à la gare de Comines | Nombre de passagers qui embarquent à la gare de Comines | Nombre de passagers qui embarquent à la gare de Comines |
|                                                         | Semaine                                                 | Samedi                                                  | Dimanche                                                |
| ------------------------------------------------------- | ------------------------------------------------------- | ------------------------------------------------------- | ------------------------------------------------------- |
| 1977                                                    | 416                                                     | 140                                                     | 249                                                     |
| 1978                                                    | 384                                                     | 133                                                     | 223                                                     |
| 1979                                                    | 414                                                     | 101                                                     | 213                                                     |
| 1980                                                    | 397                                                     | 115                                                     | 242                                                     |
| 1981                                                    | 426                                                     | 115                                                     | 247                                                     |
| 1982                                                    | 425                                                     | 137                                                     | 238                                                     |
| 1983                                                    | 417                                                     | 105                                                     | 241                                                     |
| 1984                                                    | 424                                                     | 133                                                     | 219                                                     |
| 1985                                                    | 468                                                     | 145                                                     | 238                                                     |
| 1986                                                    | 384                                                     | 118                                                     | 253                                                     |
| 1987                                                    | 317                                                     | 119                                                     | 246                                                     |
| 1988                                                    | 366                                                     | 168                                                     | 348                                                     |
| 1989                                                    | 422                                                     | 173                                                     | 343                                                     |
| 1990                                                    | 396                                                     | 197                                                     | 373                                                     |
| 1991                                                    | 464                                                     | 136                                                     | 415                                                     |
| 1992                                                    | 459                                                     | 189                                                     | 447                                                     |
| 1993                                                    | 522                                                     | 240                                                     | 340                                                     |
| 1994                                                    | 456                                                     | 181                                                     | 340                                                     |
| 1995                                                    | 454                                                     | 165                                                     | 316                                                     |
| 1996                                                    | 521                                                     | 203                                                     | 204                                                     |
| 1997                                                    | 406                                                     | 152                                                     | 242                                                     |
| 1998                                                    | 397                                                     | 141                                                     | 160                                                     |
| 1999                                                    | 350                                                     | 137                                                     | 276                                                     |
| 2000                                                    | 384                                                     | 159                                                     | 312                                                     |
| 2001                                                    | 340                                                     | 162                                                     | 362                                                     |
| 2002                                                    | 325                                                     | 134                                                     | 287                                                     |
| 2003                                                    | 426                                                     | 159                                                     | 220                                                     |
| 2004                                                    | 332                                                     | 150                                                     | 256                                                     |
| 2005                                                    | 366                                                     | 188                                                     | 283                                                     |
| 2006                                                    | 334                                                     | 154                                                     | 370                                                     |
| 2007                                                    | 389                                                     | 200                                                     | 292                                                     |
| 2008                                                    | -                                                       | -                                                       | -                                                       |
| 2009                                                    | 417                                                     | 160                                                     | 311                                                     |
| 2010                                                    | -                                                       | -                                                       | -                                                       |
| 2011                                                    | -                                                       | -                                                       | -                                                       |
| 2012                                                    | 370                                                     | 171                                                     | 209                                                     |
| 2013                                                    | 443                                                     | 189                                                     | 244                                                     |
| 2014                                                    | 361                                                     | 149                                                     | 229                                                     |
| 2015                                                    | 668                                                     | 145                                                     | 223                                                     |
| 2016                                                    | 379                                                     | 188                                                     | 298                                                     |
| 2017                                                    | 484                                                     | 166                                                     | 228                                                     |
| 2018                                                    | 487                                                     | 200                                                     | 331                                                     |
| 2019                                                    | 462                                                     | 163                                                     | 279                                                     |
| 2020                                                    | 423                                                     | 116                                                     | 133                                                     |
| 2021                                                    | -                                                       | -                                                       | -                                                       |
| 2022                                                    | 403                                                     | 204                                                     | 307                                                     |
| 2023                                                    | 637                                                     | 197                                                     | 235                                                     |
| 2024                                                    | 469                                                     | 140                                                     | 127                                                     |

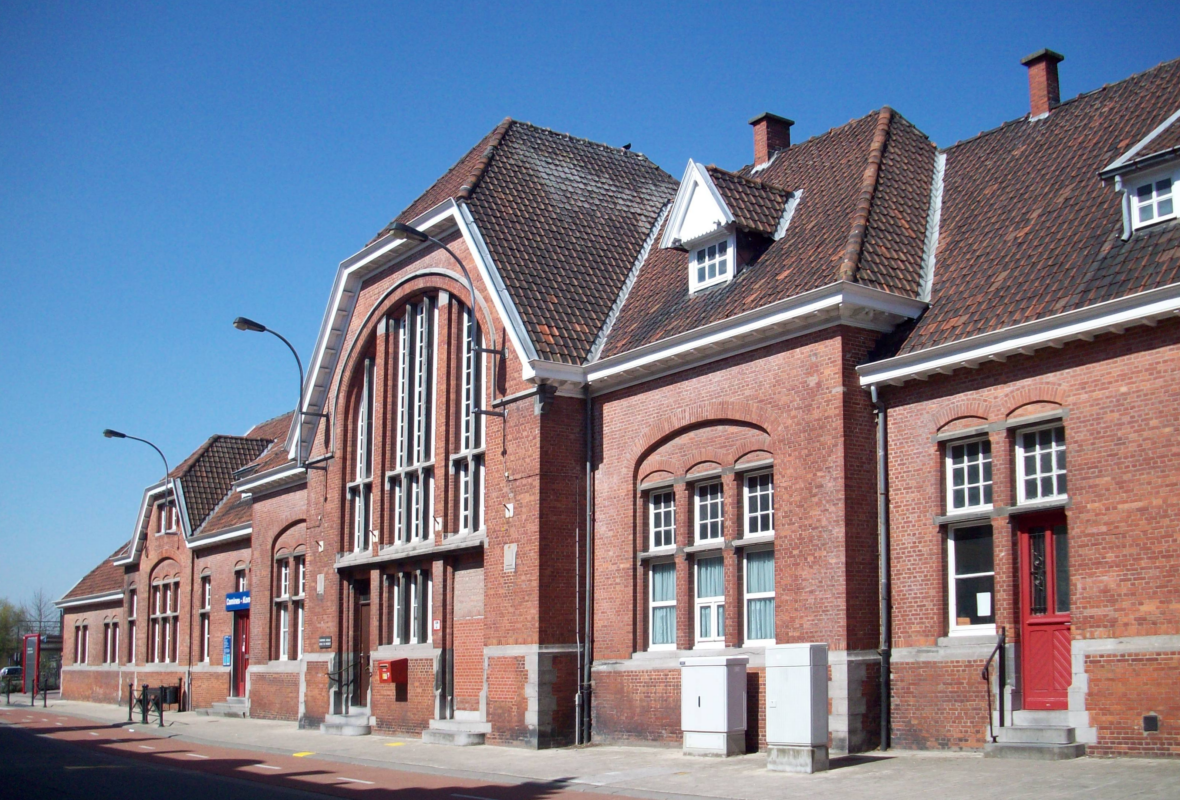
Bâtiment.
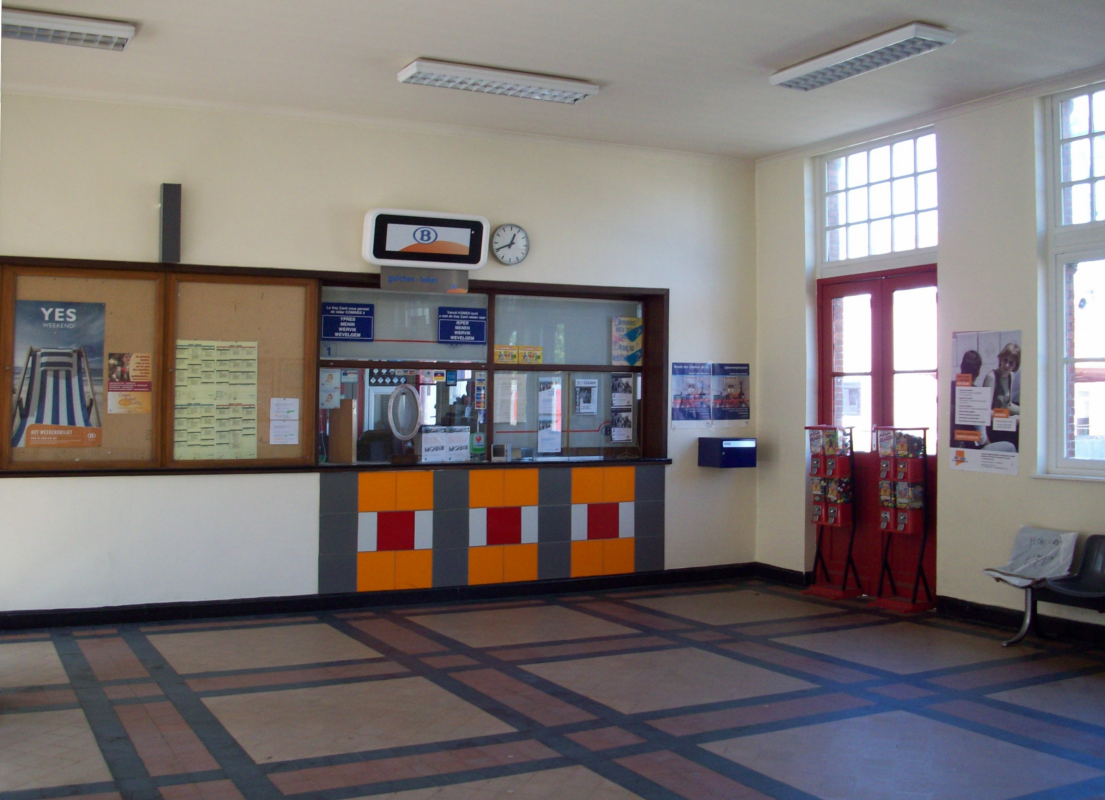
Guichet.
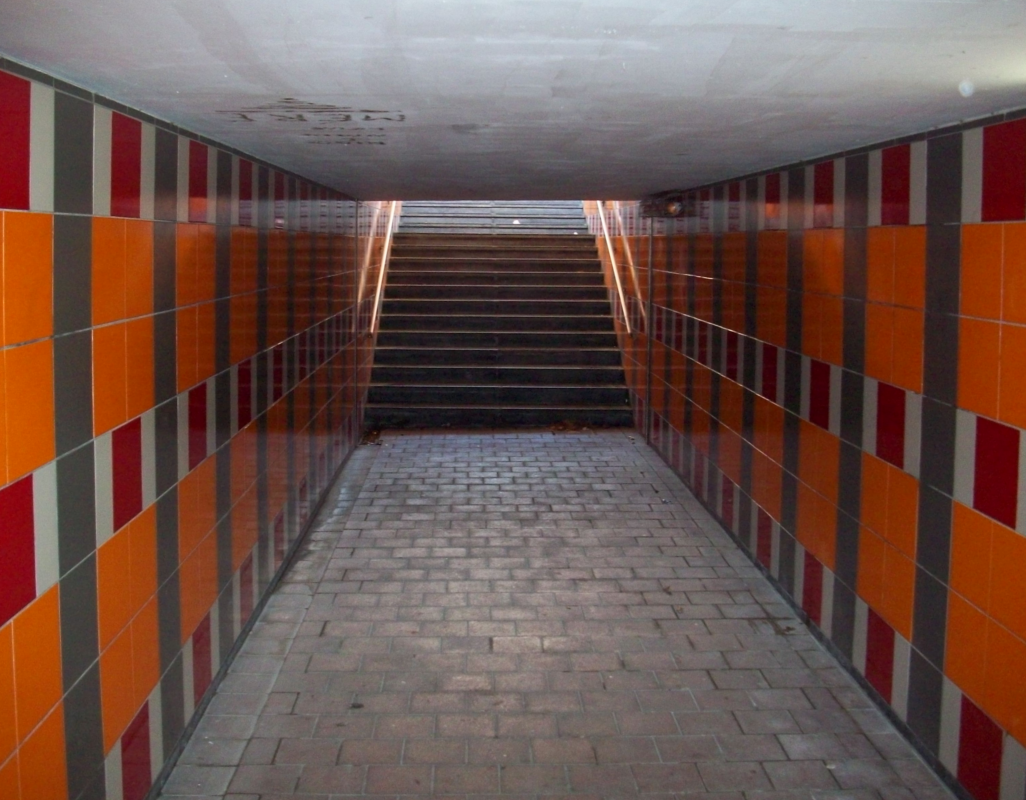
Souterrain.
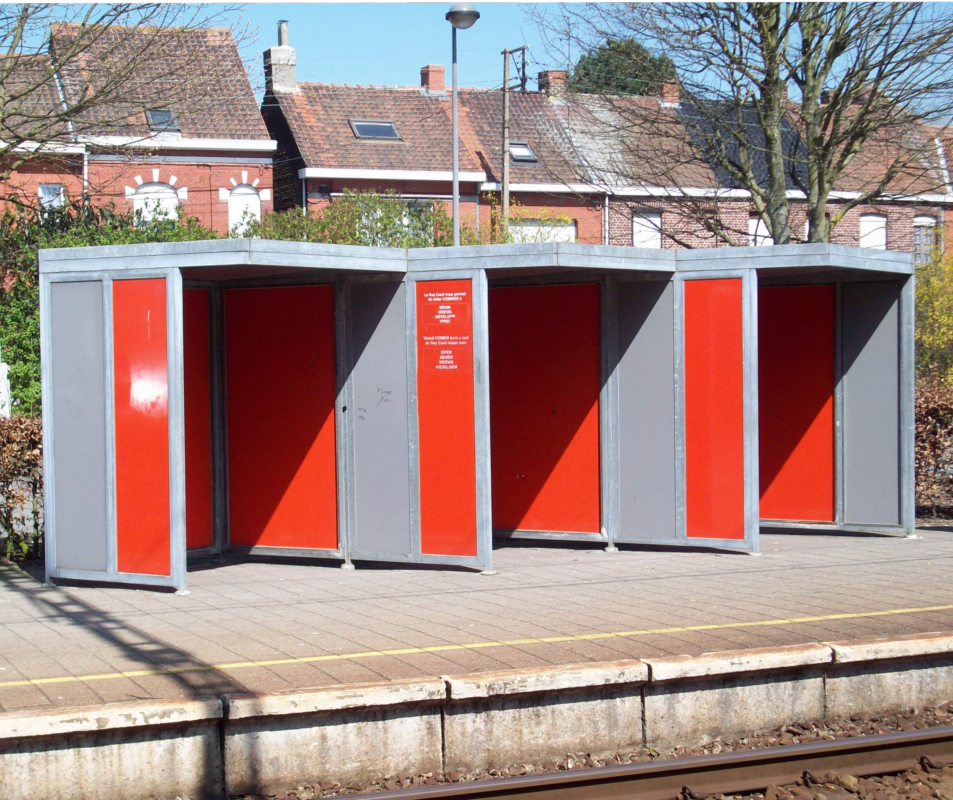
Abri de quai.
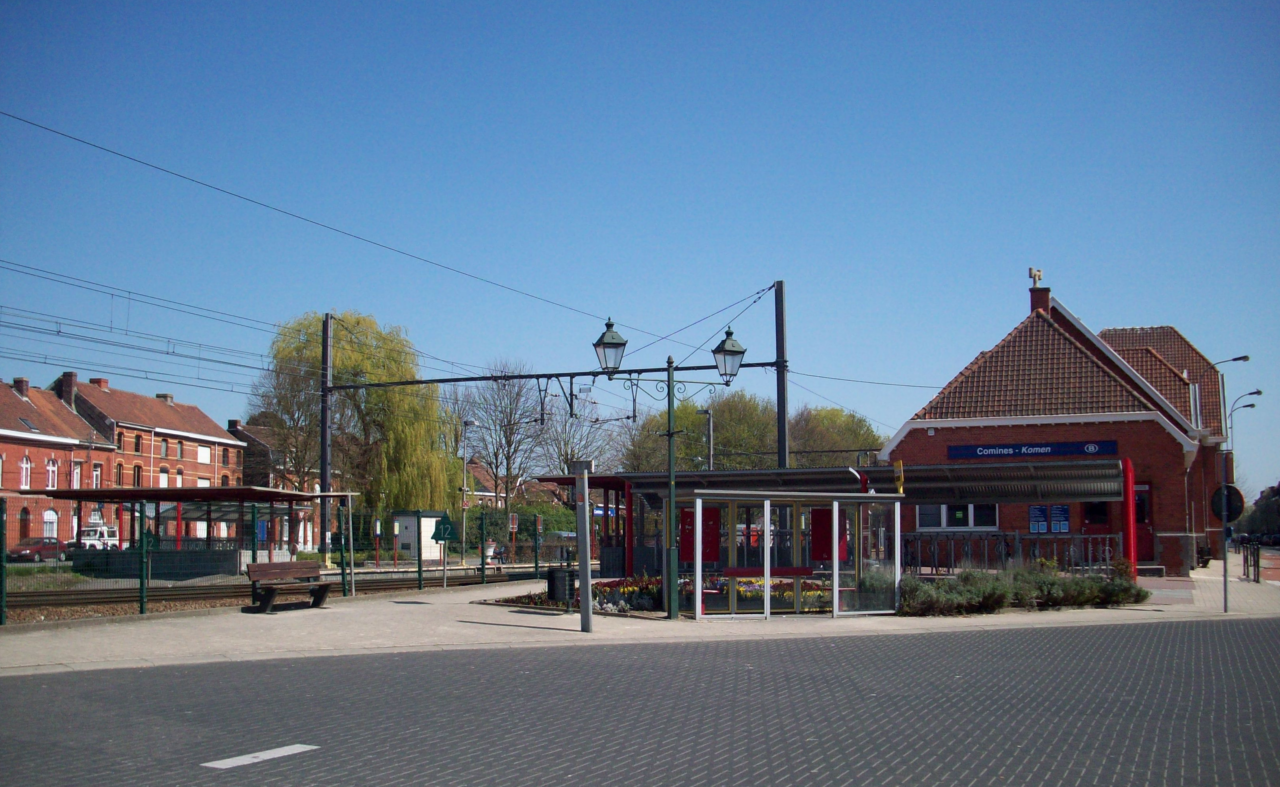
Accès direct au quai.